# Snøhetta

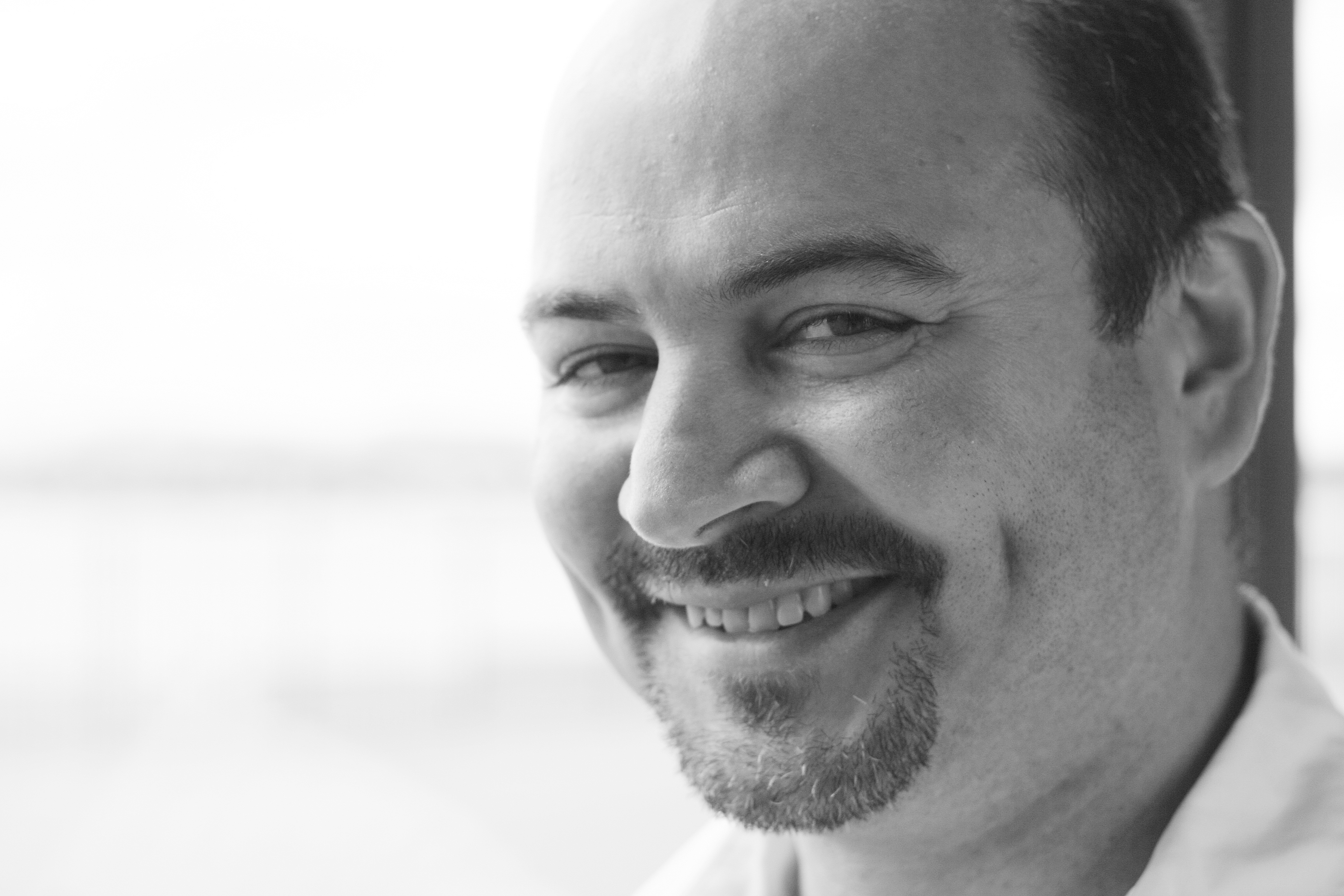
Craig Dykers, uno dei fondatori del Snøhetta

Snøhetta è uno studio internazionale di architettura, architettura del paesaggio e design di interni con sede principale a Oslo e una minore a New York.
I principali fondatori della compagnia sono Craig Dykers (nato a Francoforte nel 1961), Christoph Kapeller (nato in Austria) e Kjetil Trædal Thorsen (nato a Karmøy 14 giugno 1958), a cui si aggiungono altri quattro collaboratori: Robert Greenwood, Ole Gustavsen, Tarald Lundevall e l'architetto paesaggista Jenny Osuldsen.

## Storia

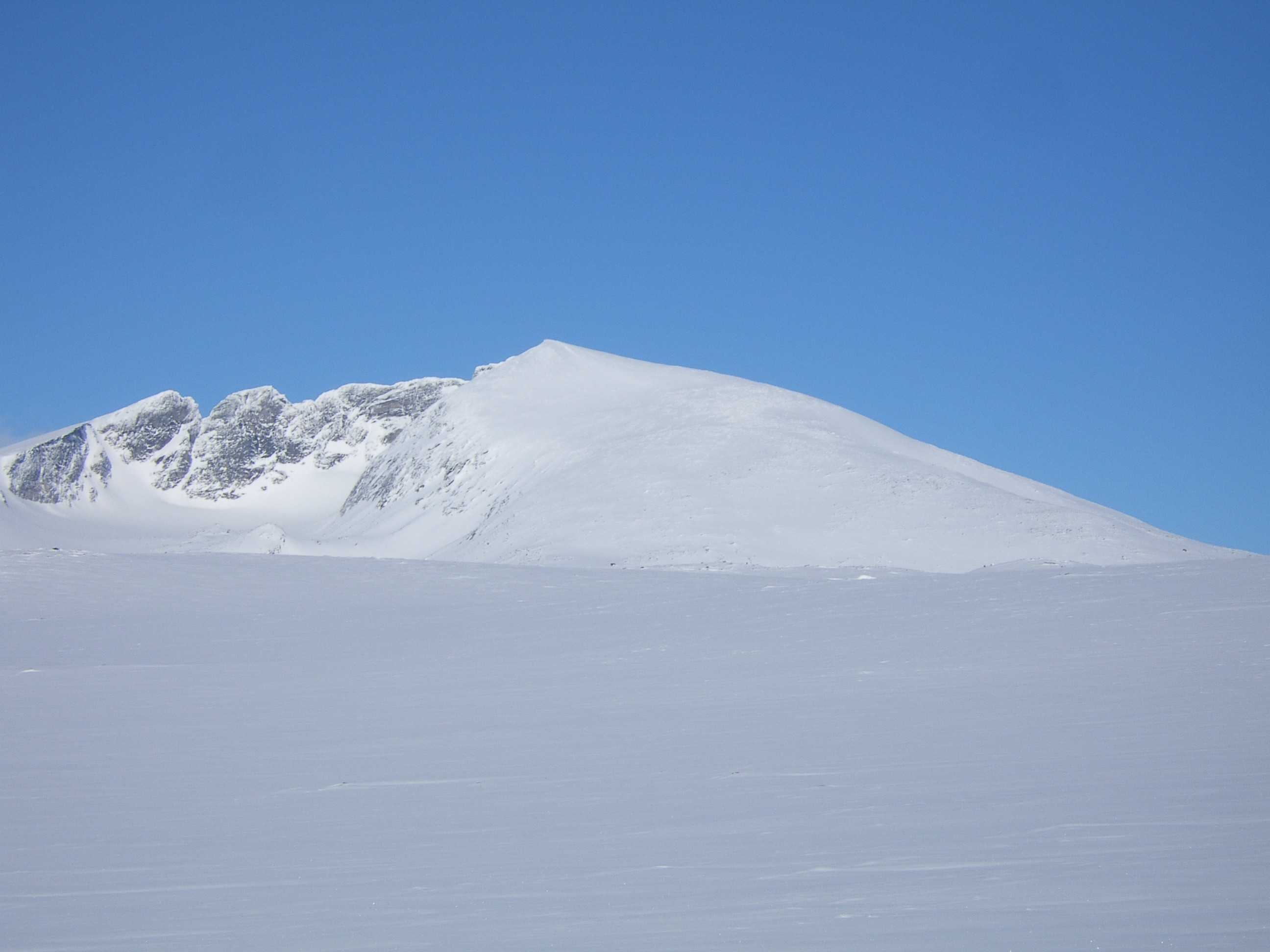
Snøhetta, la cima del Dovre

La compagnia attualmente formata da 120 membri iniziò a formarsi nel 1989, anno in cui un gruppo di professionisti di Oslo che aveva fondato uno studio di architettura chiamato Snøhetta nel 1987 collaborò con alcuni colleghi a Los Angeles ad un progetto internazionale; si trattava del concorso per la costruzione della nuova Biblioteca di Alessandria, e procurò successivamente fama internazionale al gruppo.
Il nome dello studio Snøhetta è ripreso dal nome della montagna più alta del Dovrefjell ed ha una valenza simbolica: rappresenta una forma estremamente complessa, al tempo stesso un paesaggio, un oggetto quasi architettonico e riassume appieno tutto il concetto di approccio all'architettura che punta a lavorare non tanto su oggetti ma piuttosto su ambienti.
Durante gli 11 anni di evoluzione del progetto lo studio ricevette commissioni minori, e la sua organizzazione interna cambiò varie volte. Dal 2000 il gruppo si diresse verso l'attuale conformazione, e lavorò in Norvegia, negli Stati Uniti e negli Emirati Arabi Uniti. Dal marzo 2009 Snøhetta conta 108 collaboratori a Oslo e 17 a New York, di 17 diverse nazionalità e con diverse specializzazioni: la collaborazione resta un punto di forza sia per la realizzazione dei progetti sia per la maturazione professionale di ogni singolo membro.

## La filosofia
Lo studio Snøhetta si focalizza sull'etica, sui problemi di deterioramento delle strutture e sullo sviluppo sostenibile,
 mantenendo il tutto in completa armonia, in modo da creare progetti che
 si adattino in tutto e per tutto alla cultura, al clima e al sistema 
ecologico nel quale andranno ad integrarsi.
L'architettura non può essere contenuta semplicemente nelle regole 
dell'ordine ma deve anche un connubio tra originalità e tradizione, 
paesaggio e artificio. Un tema rilevante per la loro progettazione è la 
tradizione scandinava,
 focalizzata su una stretta relazione tra l'architettura e il paesaggio,
 oltre ad avere anche una visione molto esistenzialista e fenomenologica
 dell'ambiente, attraverso nozioni sul romanticismo.[2]
Il paesaggio dunque, non segna più i confini,
 ma include naturalmente l'architettura [come avviene per qualsiasi altro edificio di qualsiavoglia rango o qualità]. Queste, sebbene ancorate al 
luogo circostante se ne differenziano moltissimo; sono una sorta di 
inciso, e spiccano per la loro organizzazione; il panorama e 
l'orientamento, sia interno che esterno, sono possibili attraverso 
aperture con ampie viste prospettiche [altrimenti dette 'finestre']. [3]

## Opere rilevanti
- New National Opera House, Oslo
- Bibliotheca Alexandrina, Egitto
- Ambasciata norvegese, Berlino
- Lillehammer Art Museum, Norvegia

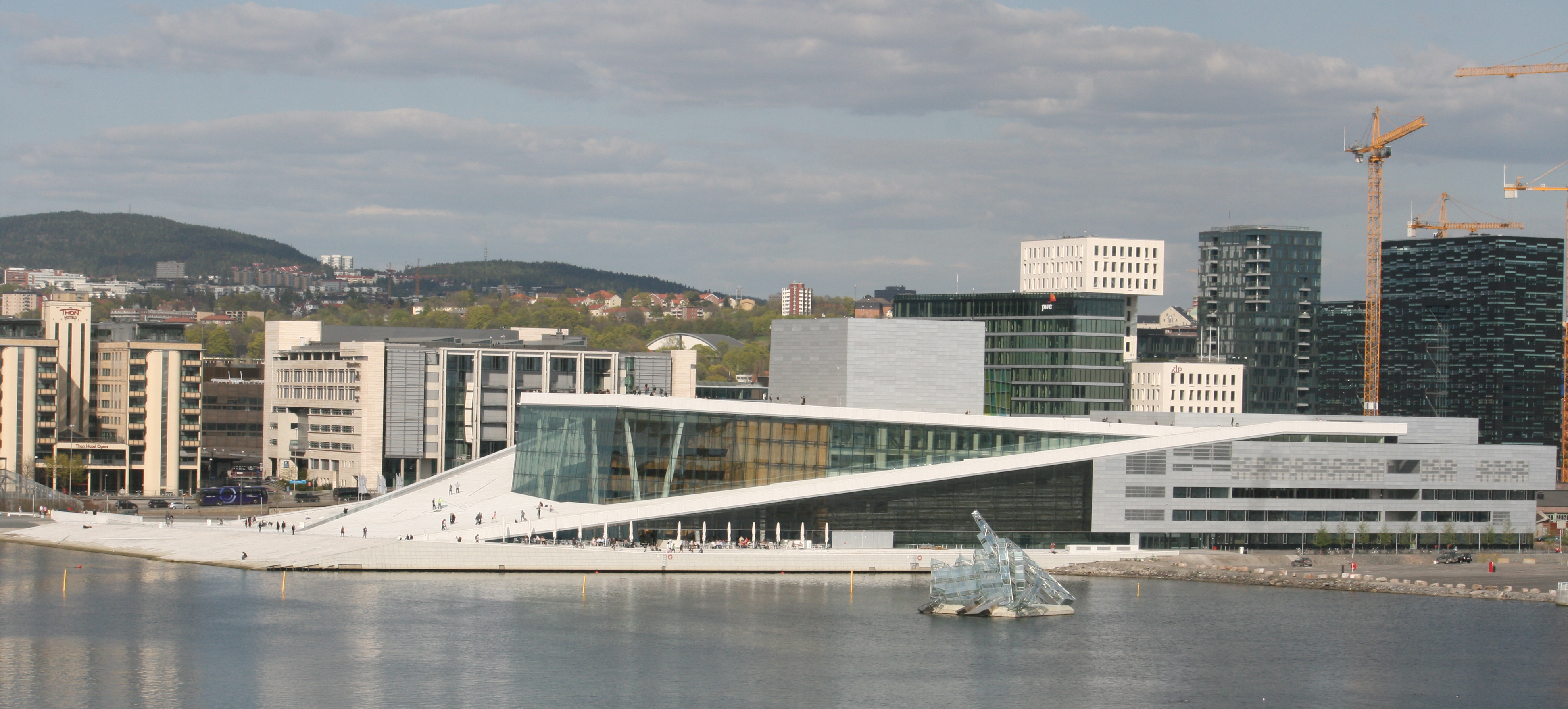
New National Opera House, Oslo.

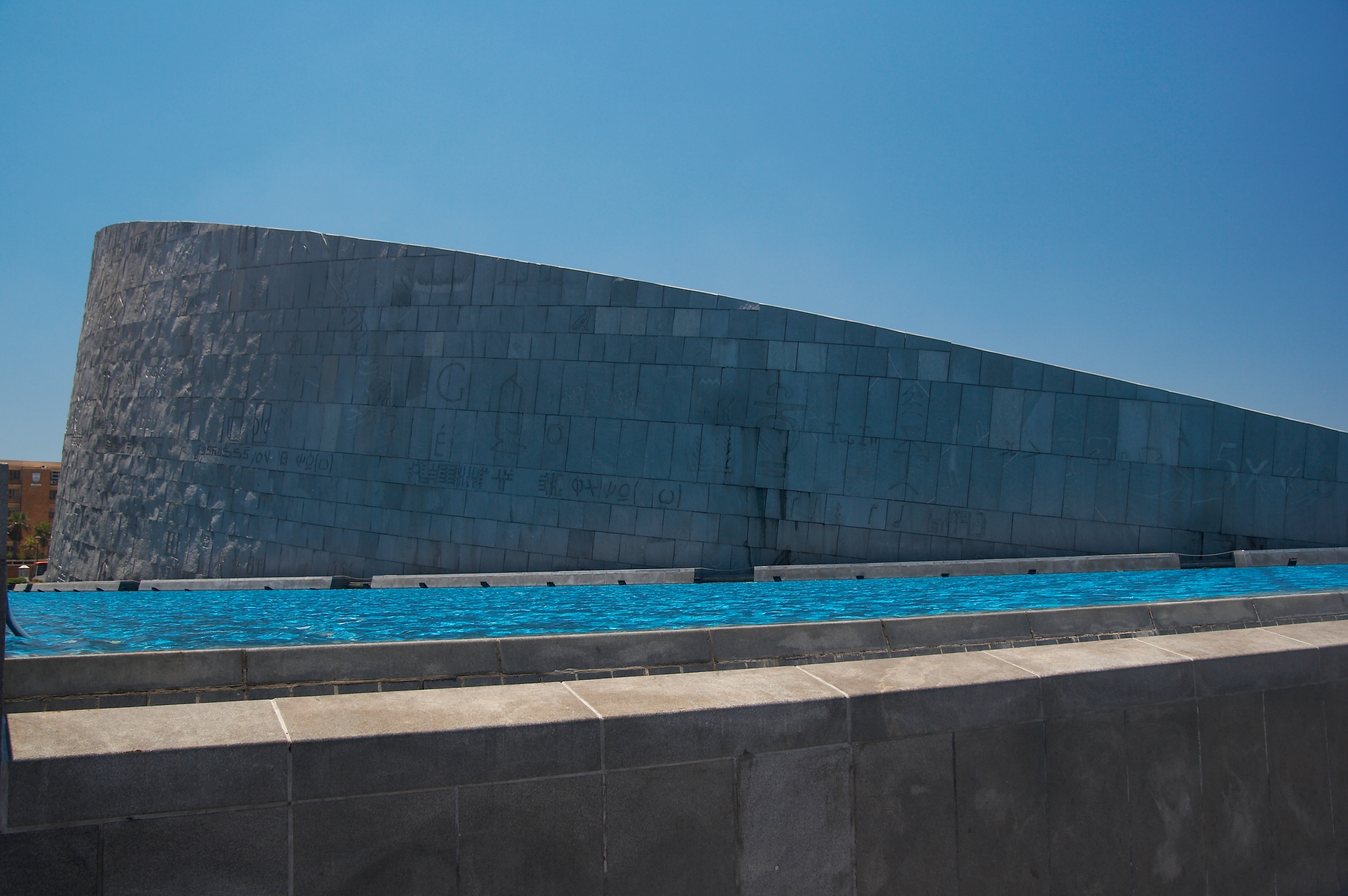
Bibliotheca Alexandrina

- National September 11 Memorial & Museum del World Trade Center di New York (collaborazione)
- James B. Hunt Jr. Library, Università di Stato del North Carolina, Raleigh
- The Center for the Arts at Virginia Tech a Blacksburg (Completamento stimato per il 2013)
- Espansione del Museo di Arte Moderna di San Francisco (Completamento stimato per il 2016)
- opera House di Pusan (completamento stimato per il 2019)